# 北田傀子
北田 傀子（きただ かいじ、本名：北田 茂（きただ しげる）、1923年（大正12年）5月7日 - 2019年（令和元年）9月）は、日本の自由律俳句の俳人。自由律俳句結社「草原」主宰、月刊随句誌『草原』を発行する随句社社主。前号は千秋子。

## 経歴
山口県大島郡小松町中田（現・周防大島町小松）に生まれる。
1938年に上京し、淀橋区の薬局で働き始めるとともに、夜間学校に入学する。1940年、自由律俳句結社「層雲」に入門。荻原井泉水に師事する。この時の俳号は千秋子。1944年、応召され、広島船舶通信連隊補充隊に配属される。1945年、台北の野戦病院で終戦を迎える。同年、東芝に入社。以降、1983年に定年退職を迎えるまで、途中タイへの出向をはさみつつ、同社に勤務する。1949年、岡野宵火が中心となって発刊された『河童』へ参加する。なお河童はその後、18号で廃刊となった。1956年、神奈川県座間市へ転居する。以降時折、座間市文化財調査員として座間市の歴史調査にあたる。2001年、層雲を退会。同年、草原の前身となる「かもめサイト」を発足させる。2002年、自由律俳句結社草原を創立。

## 著作

### 句集
- 『傀子集』随句社、2012年
- 『傀子二集』文学の森、2013年

### 編句集
- 『随句集　野道』随句社、2001年
- 『100随句』随句社、2005年
- 『草原コレクション』随句社、2005年
- 『自選句集　かもめ』随句社、2008年
- 『随庵コレクション』随句社、2011年

### 評論
- 『随句のテキスト』随句社、2001年
- 『随句説文集』随句社、2002年
- 『随句の基調』随句社、2006年

## 受賞歴
- 1947年、層雲賞受賞
- 2005年、座間市功労賞受賞